# КК Динамо Штинца Букурешт
КК Динамо Штинца Букурешт (рум. CS Dinamo Ştiinta București) је румунски кошаркашки клуб из Букурештa. У сезони 2015/16. такмичи се у Првој лиги Румуније.

## Историја
Клуб је основан 1950. године и тренутно (2015) је најтрофејнији клуб у Румунији са 22 освојене титуле првака државе. Поред тога освојили су и четири пута Куп Румуније.

## Успеси

### Национални
- Првенство Румуније:
  - Првак (22): 1955, 1957, 1965, 1967, 1968, 1969, 1971, 1972, 1973, 1974, 1975, 1976, 1977, 1979, 1983, 1988, 1994, 1997, 1998, 2003.

- Куп Румуније:
  - Победник (4): 1967, 1968, 1969, 1980.

## Познатији играчи
- Марко Шутало
- Ненад Шуловић
- Андреја Милутиновић